# Black Lips
I Black Lips sono un gruppo musicale indie rock statunitense formatisi nel 1999 ed originari di Atlanta.

## Formazione
- Cole Alexander - chitarra, voce (1999-presente)
- Jared Swilley - basso (1999-presente)
- Joe Bradley - batteria (1999-presente)
- Ian Saint Pé Brown - chitarra (2004-presente)

Ex membri
- Ben Ederbaugh - chitarra (1999-2002)
- Jack Hines - chitarra (2002-2004)

## Discografia
Album studio
- 2003 - Black Lips!
- 2004 - We Did Not Know the Forest Spirit Made the Flowers Grow
- 2005 - Let It Bloom
- 2007 - Good Bad Not Evil
- 2009 - 200 Million Thousand
- 2011 - Arabia Mountain
- 2014 - Underneath the Rainbow
- 2017 - Satan's Graffiti or God's Art?
- 2020 - Sing In A World That's Falling Apart
- 2022 - Apocalypse Love

Live
- Live @ WFUM (2005)
- Los Valenties del Mundo Nuevo (2007)
- Live at Third Man Records (2012)